# 長崎市立村松小学校
長崎市立村松小学校（ながさきしりつ むらまつしょうがっこう、Nagasaki City Muramatsu Elementary School）は、長崎県長崎市琴海村松町にある公立小学校。略称「村松小」（むらまつしょう）。「村小」とも言う。

## 概要
歴史
1874年（明治7年）に開校した「下等西海小学校」を前身とする。2014年（平成26年）に創立140周年を迎える。
学校教育目標
「自分を大切にすると共に、他を尊重する豊かな人間性と学力及び生活習慣の基礎を身につけた児童の育成」
校歌
1966年（昭和41年）に制定。作詞は風木雲太郎、作曲は深町一朗による。歌詞は3番まであり、校名は登場しない。
校区
琴海戸根町（2083~2209番地以外）、琴海村松町、西海町
長崎市立琴海中学校校区。

## 沿革
- 1874年（明治7年）6月 - 村松村西海郷東越路1861番地に「下等西海小学校」（にしうみ）が開校。
- 1886年（明治19年）9月 - 小学校令の施行により、「尋常西海小学校」と改称。
- 1892年（明治25年）10月1日 - 小学校令の改正により、高等科を併置の上、「村松尋常高等小学校」に改称。村松郷字小浦567番地に校舎を移転。
- 1909年（明治42年）4月1日 - 村松郷南小島701番地（現位置）に移転。
- 1941年（昭和16年）4月1日 - 国民学校令により、「村松国民学校」と改称。尋常科を初等科に改称。
- 1947年（昭和22年）4月1日 - 学制改革（六・三制の実施）が行われる。
  - 旧・村松国民学校の初等科（6ヶ年）が改組され、「村松村立村松小学校」が発足。
  - 旧・村松国民学校の高等科（2ヶ年）と併設の青年学校が改組され、村松村立村松中学校（新制中学校）が発足。小学校に併設される。
- 1948年（明治23年）10月26日 - 風明分校を設置。
- 1959年（昭和34年）
  - 1月15日 - 村松村と長浦村が合併し、琴海村が発足したことにより、「琴海村立村松小学校」と改称。
  - 4月1日 - 子々川地区が分村で時津村に編入され、その地区の児童を時津町立時津小学校日並分校（時津町立時津北小学校の前身）に移す。
- 1963年（昭和38年）8月31日 - 給食室が完成し、脱脂粉乳・パンの給食を開始。
- 1964年（昭和39年）
  - 3月21日 - 校旗を制定。
  - 5月1日 - 完全給食を開始。
- 1966年（昭和41年）10月1日 - 校歌を制定。
- 1969年（昭和44年）1月1日 - 琴海村の町制施行により、「琴海町立村松小学校」と改称。
- 1971年（昭和46年）3月31日 - 風明分校を廃止。
- 1974年（昭和49年）10月1日 - 創立100周年記念式典を挙行。
- 1977年（昭和52年）3月31日 - 第一期工事（玄関・南校舎）が完成。
- 1978年（昭和53年）3月31日 - 第二期工事（北校舎・給食棟）が完成。運動場を拡張。
- 1979年（昭和54年）
  - 2月15日 - 第三期工事（管理棟・特別教室）が完成。
  - 11月15日 - 第四期工事（プール・体育館）が完成。
- 1980年（昭和55年）1月20日 - 植樹・造池・造園を行う。校門と記念碑を移転。
- 1982年（昭和57年）9月1日 - 3教室を増築。
- 1983年（昭和58年）9月1日 - 中庭を舗装。
- 1986年（昭和61年）8月 - 岩石園が完成。
- 1992年（平成4年）2月17日 - 歩道橋が完成。
- 1997年（平成9年）3月15日 - 視聴覚室にパソコンを設置。
- 2000年（平成12年）2月 - インターネットを整備。
- 2003年（平成15年）3月 - 中庭にビオトープが完成。
- 2006年（平成18年）1月4日 - 琴海町が長崎市に編入されたことにより、「長崎市立村松小学校」（現校名）に改称。

## 課外クラブ
- ミニバスケットボール部
- サッカー部
- ソフトボール部
- 陸上部

## アクセス
最寄りのバス停
- 長崎バス「村松」バス停

最寄りの国道・県道
- 国道206号

## 周辺
- 長崎県立長崎明誠高等学校
- 村松郵便局
- セブンイレブン琴海村松店
- マックスバリュ琴海店
- 長崎県警察時津警察署村松警察官駐在所
- 琴海南部体育館・琴海南部グラウンド
- 十八親和銀行琴海支店

## 著名な出身者
- 柳川平助（元陸軍中将・司法大臣・国務大臣）

## 関連事項
- 長崎県小学校一覧